# Habrosieae
Habrosieae es una tribu de plantas perteneciente a la familia Caryophyllaceae. Tiene un único género: Habrosia.

## Géneros
- Habrosia[2]